# Calcutta Road No. 2
Calcutta Road No. 2 es una localidad de Trinidad y Tobago, que forma parte de la región de Couva-Tabaquite-Talparo.

## Geografía
La localidad abarca parte de la isla Trinidad y limita al norte, sur y este con Freeport y al oeste con Freeport y Mc Bean.

## Demografía
Datos demográficos de la localidad de Calcutta Road No. 2:
| Gráfica de evolución demográfica de Calcutta Road No. 2 entre 2000 y 2011 |
|                                                                           |